# Xian de Suning
Le xian de Suning (肃宁县 ; pinyin : Sùníng Xiàn) est un district administratif de la province du Hebei en Chine. Il est placé sous la juridiction de la ville-préfecture de Cangzhou.

## Démographie
La population du district était de 329 748 habitants en 1999.